# 長鰭擬奇矮鮋
長鰭擬奇矮鮋為輻鰭魚綱鮋形目鮋亞目絨皮鮋科的其中一種，為亞熱帶海水魚，分布於西南太平洋澳洲海域，棲息深度20-40公尺，體長可達10.8公分，棲息在砂底質底層水域，生活習性不明。